# Seven Whole Days
Singles de Toni Braxton
Breathe Again
(1993) You Mean the World to Me
(1993)
Seven Whole Days est une chanson de la chanteuse Toni Braxton, sortie le 8 octobre 1993, et quatrième single extrait de l'album intitulé Toni Braxton. Elle est écrite par Babyface et composée par L.A. Reid, Babyface, et Daryl Simmons. Seven Whole Days est une ballade R&B, dévoilant une rupture avec son homme qui n'a pas donné de nouvelles depuis sept jours[réf. nécessaire]. La chanson atteint le 1er rang du Hot R&B/Hip-Hop Songs.

## Vidéoclip
La vidéo musicale de ce titre, est dirigée par Lionel C. Martin. Elle y retransmet Toni, interprétant la chanson sur scène, avec ses musiciens et en chœurs, derrière elle, ses quatre sœurs : Traci, Trina, Towanda et Tamar.

## Pistes et formats
CD single international
1. Seven Whole Days (Radio Edit) – 4:42
2. Seven Whole Days (Live Radio Edit) – 4:42
3. Seven Whole Days (Album Version) – 6:22
4. Seven Whole Days (Live Version) – 6:15
5. Seven Whole Days (Ghetto Vibe) – 6:35
6. Seven Whole Days (Quiet Mix) – 6:12
7. The Christmas Song (Chestnuts Roasting on an Open Fire) – 3:25

## Classements
| Classement (1993–1994)                 | Meilleure position |
| -------------------------------------- | ------------------ |
| Rhythmic Top 40                        | 23                 |
| U.S. Billboard Hot R&B/Hip-Hop Airplay | 1                  |